# كلارا ستانتون جونز
كلارا ستانتون جونز (بالإنجليزية: Clara Stanton Jones)‏ هي أمينة مكتبة أمريكية، ولدت في 14 مايو 1913 في سانت لويس في الولايات المتحدة، وتوفيت في 30 سبتمبر 2012 في أوكلاند في الولايات المتحدة.